# Milagros Vargas
Milagros Vargas (6 de julio de 2000, Formosa, Argentina) es una futbolista argentina. Actualmente juega como lateral izquierda en Belgrano de la Primera División Femenina de Argentina.

## Trayectoria
Vargas debutó profesionalmente en San Lorenzo de Almagro. A partir de 2023 forma parte del primer equipo de Belgrano de Córdoba.
Ha formado parte de la Selección de fútbol femenino de Argentina, aunque no ha podido debutar a consecuencia de una lesión.

## Palmarés
- Campeona con el Club Deportivo La Paz, Ascenso
- Campeona con el club Chacra 8
- Torneo Apertura 2021